# New England Revolution
New England Revolution là một câu lạc bộ bóng đá chuyên nghiệp của Mỹ có trụ sở tại khu vực Greater Boston thi đấu tại MLS, trong Liên đoàn phía Đông của giải đấu. Đây là một trong mười câu lạc bộ sáng lập của MLS, đã thi đấu tại giải đấu kể từ mùa giải khai mạc.

## Lịch sử
Đội bóng được thành lập từ năm 1995.

## Áo đấu
- Áo sân nhà

| 2006-2007 | 2008-2009 | 2010-2011 | 2012-2013 | 2014-2015 | 2016– |

- Áo sân khách

| 2006–2007 | 2008–2009 | 2010-2011 | 2012-2014 | 2015– |

## Cầu thủ

### Đội hình hiện tại
Tính đến 11 tháng 7 năm 2016
Ghi chú: Quốc kỳ chỉ đội tuyển quốc gia được xác định rõ trong điều lệ tư cách FIFA. Các cầu thủ có thể giữ hơn một quốc tịch ngoài FIFA.
| Số | VT | Quốc gia     | Cầu thủ          |
| -- | -- | ------------ | ---------------- |
| 2  | HV | Hoa Kỳ       | Andrew Farrell   |
| 4  | TV | Hoa Kỳ       | Steve Neumann    |
| 6  | TV | Hoa Kỳ       | Scott Caldwell   |
| 7  | TV | Ghana        | Gershon Kolfie   |
| 8  | HV | Hoa Kỳ       | Chris Tierney    |
| 9  | TĐ | Hoa Kỳ       | Charlie Davies   |
| 10 | TĐ | Canada       | Teal Bunbury     |
| 11 | TĐ | Hoa Kỳ       | Kelyn Rowe       |
| 12 | TV | Bờ Biển Ngà  | Xavier Kouassi   |
| 13 | TĐ | Sierra Leone | Kei Kamara       |
| 14 | TV | Uruguay      | Diego Fagundez   |
| 15 | HV | Jamaica      | Je-Vaughn Watson |
| 16 | TV | Nhật Bản     | Kobayashi Daigo  |
| 18 | TM | Hoa Kỳ       | Brad Knighton    |
| 19 | TĐ | Anh          | Michael Gamble   |

| Số | VT | Quốc gia   | Cầu thủ               |
| -- | -- | ---------- | --------------------- |
| 21 | TV | Grenada    | Shalrie Joseph        |
| 22 | TM | Hoa Kỳ     | Bobby Shuttleworth    |
| 23 | HV | Bồ Đào Nha | Jose Goncalves        |
| 24 | TV | Hoa Kỳ     | Lee Nguyễn            |
| 25 | HV | Hoa Kỳ     | Darrius Barnes        |
| 28 | HV | Hoa Kỳ     | London Woodberry      |
| 33 | TV | Hoa Kỳ     | Donnie Smith          |
| 40 | HV | Bồ Đào Nha | Sambinha              |
| 88 | -  | Bénin      | Femi Hollinger-Janzen |
| -  | TĐ | Colombia   | Juan Agudelo          |
| -  | TV | Haiti      | Zachary Herivaux      |
| -  | TĐ | Hoa Kỳ     | Andre Akpan           |
| -  | TM | Hoa Kỳ     | Larry Jackson         |